# Музыка Бразилии
Исконные жители Бразилии — индейцы с тростниковыми флейтами, португальцы с певцами и альтистами, и негры с многочисленными зажигательными ритмами — превратили Бразилию в музыкальную страну. От классических композиций Вила-Лобоса до мягкого звучания босса-новы и до увлекательного бита самбы в Бразилии развилась музыка поразительно изысканная, качественная и разнообразная.

## Исторический очерк
Впервые прибыв в Бразилию, отцы-иезуиты обнаружили, что индейцы исполняют ритуальные песни и танцы под аккомпанемент примитивных духовых и перкуссионных инструментов. Иезуиты использовали музыку для христианизации индейцев, заменяя первоначальные слова религиозными стихами, переведенными на язык тупи. С африканской музыкой страна познакомилась в первый век существования колонии, обогатив ее элементами иберийской музыки. Одним из важнейших видов музыки, используемой черными рабами, была комическая песня-танец под названием лунду. В течение длительного времени она была одной из типичных популярных музыкальных форм и часто исполнялась при португальском дворе в XIX веке. Во второй половине XVIII века и в XIX веке популярность пользовалась сентиментальная любовная песня, называемая модинья, которая исполнялась как в бразильских салонах, так и при португальском дворе. Музыкальные школы существовали в Баии в начале XVII века и религиозная музыка исполнялась в церквях по всей колонии. Как и другие формы искусства, изучение музыки получило развитие с прибытием королевской семьи в 1808 году. Король Жуан VI, любитель музыки, выписал из Европы композитора Маркуса Португала и Сигизмунда фон Нойкомма, австрийского пианиста, ученика Гайдна. Внимание короля также привлекали Местные музыканты, такие, как Жозе Нунис Гарсиа (1767—1830), замечательный виртуоз-исполнитель на органе и клавикорде. Жуан VI назначил его надзирателем королевской певческой капеллы, в которой насчитывалось более 100 музыкантов и певцов, многие их которых были иностранцами.
Во второй половине века Карлус Гомис (1836—1896), родившийся в городе Кампинас в штате Сан-Паулу, сочинил несколько опер в популярном итальянском стиле, в частности, «Il Guarany».
Неделя современного искусства в 1922 году революционизировала музыку Бразилии и принесла признание новому поколению композиторов. Возглавляемые Эйтором Вила-Лобосом (1887—1959), они заимствовали авангардные методы из Европы и взялись за непростую задачу по привнесению бразильских фольклорных мелодий и ритмов в симфонические композиции. Для исполнения их музыки в классических оркестрах часто использовались многие народные музыкальные инструменты.
В течение XX века разрабатывались два основных направления бразильской музыки. Писатель Мариу де Андради утверждал, что композиторы должны искать вдохновение в народной жизни, особое внимание уделяя музыкальному фольклору Бразилии. Композитор Камарго Гуарниери, последователь Андради, возглавляет музыкальную школу, известную как «Национальная». Среди других композиторов этой группы можно назвать Лусиану Галлета (1893—1931), Оскара Лорензу Фернандеса (1897—1948), Франсиску Минони (1897—1986), Радамеса Наталли (1906—1988) и Герру Пейски (1914—1993). В своих в высшей степени разнообразных сочинениях эти композиторы стремились использовать народный язык, который бы сохранил универсальный характер музыкального языка. После 1939 года начала утверждаться еще одна музыкальная школа, главным образом в результате работы, проводимой Ансом Жоахином Коэллреуттером, создателем Группы живой музыки. В эту группу входили Клаудио Сантору (1919—1990), Эуниси Катунда (1926), Эдину Криехер (1928) и другие, которые основывали свою музыку на универсальности музыкального языка. Они защищали использование атональности и додекафонии в качестве источников сочинения.
Бразильская популярная музыка развивалась параллельно академической музыке и также соединяла традиционные европейские инструменты: гитару, фортепиано и флейту, — с развитой ритм-секцией, состоящей из сковород, бочонков с мембраной и рукояткой внутри, издающих шипящие звуки, и бубнов. В 1930-е годы бразильская популярная музыка, звучавшая по радио, стала мощным средством массовой коммуникации. Тремя самыми знаменитыми композиторами этого периода были Ноэл Роза (1910—1937), Ламартини Бабу (1904—1963) и Ари Барросу (1903—1963). Певица Кармен Миранда, с успехом исполнявшая песни Барросу, приобрела международную известность, снялась в нескольких голливудских фильмах.

### Эра босса-новы
В середине 1960-х годов запоминающаяся песня «Девушка из Ипанемы» стала первым значительным международным хитом в жанре босса-новы. Эта песня привлекала всеобщее внимание к бразильской музыке и мгновенно принесла славу композитору Антонио Карлосу («Тому») Жобину (1927—1994) и поэту Винисиусу ди Морайсу (1913—1979).

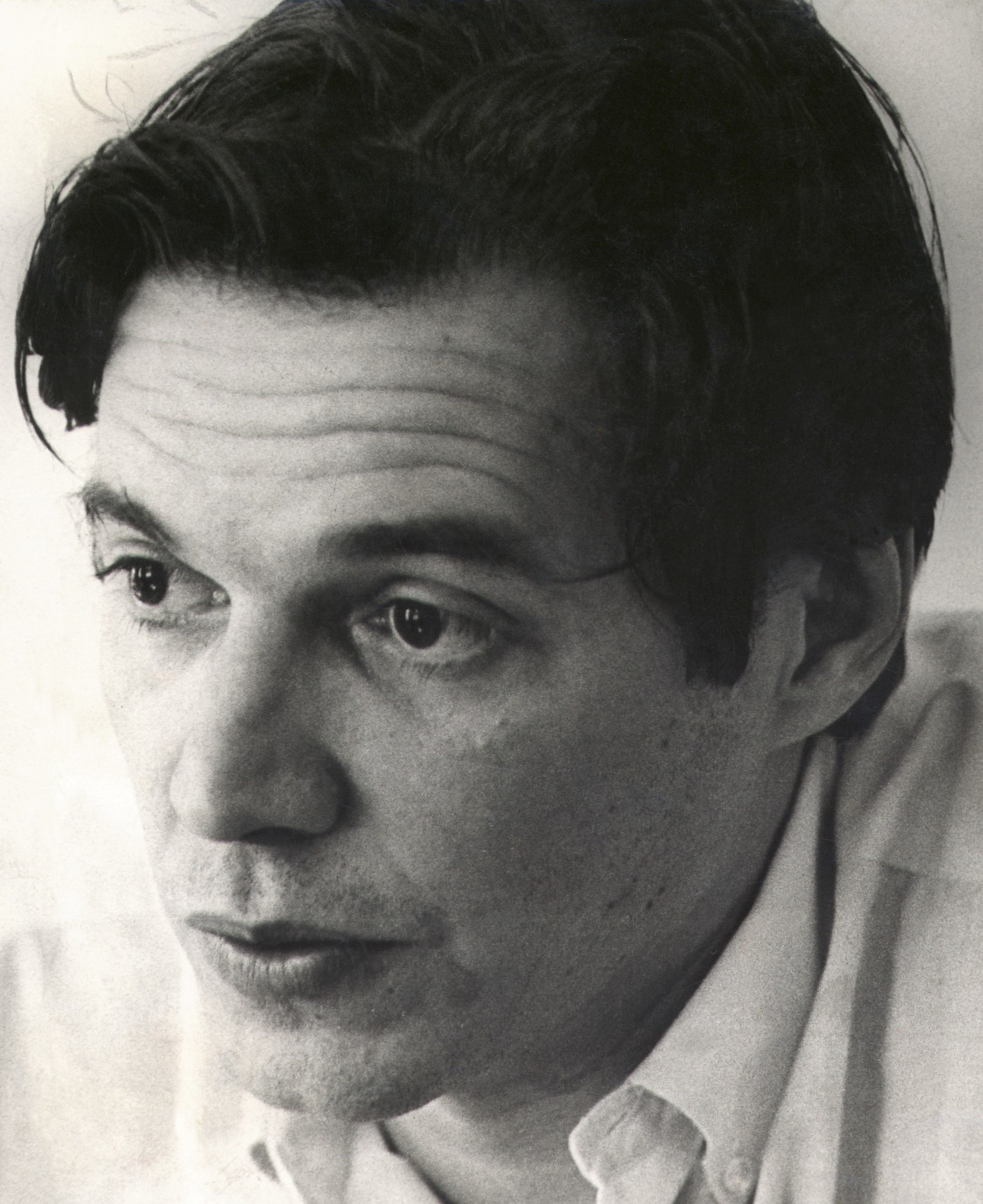
Том Жобин

Босса-нова появилась в Рио-де-Жанейро в конце 1950-х годов. Музыка сочетала ритм бразильской самбы с американским джазом. Позднее босса-нова стала отличительным знаком новой музыкальной концепции, в которой большое значение имеют стихи. По этой причине в Бразилии процветало сотрудничество талантливых поэтов с композиторами и исполнителями (Винисиус ди Морайс, Жуан Жилберту, Роберту Менескал, Антониу Карлос Жобин, Луис Бонфа, Баден Пауэлл, Ньютон Мендонса).

### Тропикализм
В 1968 году в период диктаторского правления и обеспокоенности по поводу смены политической системы Тропикалисты впервые заявили о себе — возглавляемые Каэтону Велосу и Жилберту Жил.
Тропикализм можно описать как смешение международной музыки (такой, как латинские ритмы и рок-н-ролл) с национальными ритмами. Среди разновидностей популярной национальной музыки в Бразилии можно назвать такие виды, как форро и баиан на северо-востоке, в которых аккордеон и флейта добавляются к гитарам или перкуссионным инструментам в народном танце-чечетке; фреву, также родом с северо-востока, имеющий энергичный простой стиль; шоринью, появившийся в Рио, в котором используются гитары, флейты, перкуссионные инструменты различных видов и размеров, а также могут использоваться кларнет или саксофон в нежной форме инструментальной музыки; и африканские ритмы, характерные для карнавала в Баии. Но самой типичной бразильской популярной музыкой является обольстительный ритм самбы. Достоверно неизвестно, откуда появилась самба. Некоторые люди считают, что самба родилась на улицах Рио-де-Жанейро из смешения элементов трех различных культур — португальских куртуазных песен, африканских ритмов и национальной инманской быстрой чечетки. Другие думают, что самба по происхождению является чисто африканской музыкой и что она произошла от батуки, музыки, исполняемой в основном при помощи перкуссионных инструментов и сопровождаемой хлопками ладоней.
Бразильская популярная музыка продолжает исследовать новые ритмы и новые мелодии. Среди знаменитых исполнителей XX века Шику Буарки, Каэтану Велосу, Жилберту Жила, Элис Режину, Марию Бетанию, Роберту Карлуса, Нея Матогроссу, Риту Ли, Милтона Нассименту, Эрмету Паскоала, Элбу Рамальо, Алсеу Валенсу, Луиса Гонсагу, Жуана Боску, Джавана, Ивана Линса, Марису Монти, Гингу, Хорхе Бен Хора и Марию Риту Мариану.